# اولگا دیگوفیچنایا
اولگا دیگوفیچنایا (روسی: О́льга Ю́рьевна Дыхови́чная؛ زادهٔ ۴ سپتامبر ۱۹۸۰) هنرپیشه، کارگردان اهل بلاروس است.

## گزیده فیلمشناسی
از فیلم‌ها یا برنامه‌های تلویزیونی که وی در آن نقش داشته‌است می‌توان به حیات (۲۰۱۷) اشاره کرد.